# Jack Hakim
Jack Hakim (in arabo جاك حكيم‎?; 10 ottobre 1931 – ...) è stato un nuotatore e pallanuotista egiziano.

## Biografia
Ha rappresentato, come nuotatore, l'Egitto ai Giochi di Londra 1948 ed ai Giochi di Helsinki 1952, mentre come pallanuotista, solo ai Giochi di Helsinki 1952. Ai Giochi finlandesi fu selezionato per partecipare alle gare dei 400m sl e alla Staffetta 4x200m sl, ma alla fine non gareggiò.
Ai Giochi del Mediterraneo del 1951, ha vinto 1 bronzo nella Staffetta 4×200m stile libero.